# Никола Машић
Никола Машић (Оточац, 28. новембар 1852 — Загреб, 4. јун 1902) био је српски сликар и почасни члан Српске краљевске академије, од 15. новембра 1892. године.

## Биографија
Студирао је сликарство у Бечу, Минхену и Паризу. У Загребу је од 1884. постао професор цртања а од 1894. до смрти управник Штросмајерове галерије.
Његово сликарство сврстава се у идилични академизам а главни мотив су призори са села и студије обичних људи.
Заједно са Јосипом Ванцашем написао је књигу о Ђаковачкој катедрали.